# کپی برابر اصل
رونوشت برابر اصل فیلمی به نویسندگی و کارگردانی عباس کیارستمی محصول سال ۲۰۱۰ است. فیلم پس از نمایش در جشنواره فیلم کن ۲۰۱۰ با برخوردهای متفاوتی همراه بود. ژولیت بینوش برای بازی در این فیلم جایزه بهترین بازیگر نقش اول زن جشنواره فیلم کن ۲۰۱۰ را به خود اختصاص داد. عباس کیارستمی برای کارگردانی این فیلم در جشنواره فیلم کن ۲۰۱۰ یکی از نامزدهای جایزه نخل طلا بود. این فیلم مورد توجه اکثر منتقدان قرار گرفت.

## خلاصه داستان
جِیْمز میلر (شخصیت بازی شده توسطِ ویلیام شیمل)، نویسنده‌ای بریتانیایی است که برای ایرادِ سخنرانی دربارهٔ کتاب تازه‌اش تحت عنوان «کپی برابر اصل» به توسکانی (ایتالیا) آمده‌است. وی در این کتاب، مسئلهٔ «اصالت» را در قبال آثار هنری بی‌اهمیت دانسته‌است، با این استدلال که هر بازتولید یکِ اثر هنری، خود، اثری است اصیل؛ نیز هر اثر هنریِ اصل، خود یک نسخه‌برداری است از اثری به فرم دیگر. یک خانم فرانسویِ فروشندهٔ عتیقه‌جات که نامش تا پایان فیلم ناگفته می‌ماند (شخصیت بازی شده توسط بینوش)، چندین نسخه از کتاب میلر را خریداری کرده‌است و برای درخواست امضا از او، به همراه پسر یازده ساله‌اش در این سخنرانی حاضر شده‌است؛ اما به علت بی‌تابی پسرش از سرِ گرسنگی و مزاحمت او برای حاضران، مجبور می‌شود پیش از پایان سخنرانی، سالن را ترک کند؛ و ازاین‌رو پیش از رفتن، شمارهٔ تلفن خود را به مترجمِ همراهِ میلر می‌سپارد.
میلِرْ برای ملاقات این زن به مغازه‌اش رفته به او پیشنهاد پیاده‌روی در آبادیهای اطراف می‌دهد. در راه، نکته‌های ظریفتری در کتاب میلر میان آندو به بحث کشیده می‌شود، تا آنجا که میلر مدّعی می‌شود که حتی «مونالیزا» یک نسخه‌برداری است از زنی که مدلِ این نقاشی بوده‌است؛ خواه این زن واقعی بوده باشد یا خیالی.
به قصدِ بازدید از یک «نسخه‌برداری» معروف دیگر، میلر و شخصیت بینوش به یک موزهٔ هنری می‌روند. از این لحظه به بعد، اوقات زن داستان تلخ‌تر به نظر می‌رسد. به میلِرْ از لجبازی‌های پسرش می‌گوید، ولی متوجه می‌شود که از نظر میلر رفتار پسرش قابل دفاع است. در قهوه‌خانه‌ای در میان راه، میلر برای پاسخ دادن به تلفن همراهش لحظاتی از صحنه خارج می‌شود. در این میان، زنی کارمند در قهوه‌خانه، با تصور این که میلِرْ و شخصیت بینوش زن‌وشوهرند، با شخصیت بینوش دربارهٔ ازدواج و به‌خصوص اخلاق شوهرش (که به تصور او میِلرْ است) وارد صحبت می‌شود. شخصیت «بینوش» نیز بلافاصله نقش عوض می‌کند و زن قهوه‌خانه‌چی را در این مکالمه چنان همراهی می‌کند که انگار او و میلر واقعاً زن‌وشوهرند. وقتی میلِرْ به قهوه‌خانه بازمی‌گردد، شخصیت بینوش او را از این وانمود خبردار می‌کند. آن دو از قهوه‌خانه خارج می‌شوند و از این‌جا به بعد، ماهیت صحبتهای میانشان به‌کلّی عوض می‌شود: به جای انگلیسی، به ترکیبی از فرانسوی و انگلیسی صحبت می‌کنند (میلر اذعان می‌کند که در مدرسه، فرانسوی، و نَه ایتالیایی، فراگرفته‌است)، و از آن عجیب‌تر این است که لحن صحبت‌هایشان به گونه‌ای تغییر می‌یابد که گویی آن‌ها زن و شوهریند که پانزده سال با هم زندگی کرده‌اند و انگار پسرِ زن، پسرِ هر دوی آنهاست. بحثها شخصی‌تر و خصوصی‌تر می‌شوند و در فیلم، به عمد، مشخص نمی‌شود که حقیقت کدام است: آیا ایندو دراصل زن و شوهرند و از ابتدای فیلم داشته‌اند نقش دو بیگانه را بازی می‌کرده‌اند، یا این که این دو، دو بیگانه‌اند که از جایی به بعد وانمود کرده‌اند زن و شوهرند. فیلم پس از چندی بحثهای اعتراف‌آمیز میان این دو نفر، و با پیشنهاد نوعی آشتی میانشان به پایان می‌رسد.

## تحلیل و نظرها
- راتن تومیتوز به این فیلم نمره ۸۸ از ۱۰۰ نمره داد.
- دیوید دنبای در نیویورکر در مورد این فیلم نوشت: فیلم بسیار جذاب و بازگشت شکوهمند کیارستمی به عرصه فیلمسازی است.
- استفن هولدن در نیویورک تایمز در مورد این فیلم نوشت: این فیلم در حال و هوای عاشقی فیلم‌های «قبل از طلوع آفتاب» و «قبل از غروب آفتاب» است.
- پیتر برادشاو در گاردین گفت: کپی برابر اصل یک فیلم با ایده است، من کیارستمی را برای ساخت این اثر تحسین می‌کنم.
- در نظرسنجی بی‌بی‌سی این فیلم در رده چهل و ششم فیلم‌های برتر قرن ۲۱ قرار گرفت. در این نظرسنجی که در سال ۲۰۱۶ صورت گرفت از ۱۷۷ نفر از منتقدان، نویسندگان، پژوهشگران و استادان دانشگاه در حوزه فیلم و سینما از سراسر جهان خواسته شده بود که ۱۰۰ فیلم محبوب خود که در قرن بیست و یکم میلادی ساخته شده‌است را انتخاب کنند.[۱۱]
- آسوشیتدپرس به‌عنوان یکی از بزرگ‌ترین سازمان‌های رسانه‌ای جهان همسو با بسیاری دیگر از رسانه‌های بین‌المللی فهرستی از ۱۰ اثر برتر سینمایی در یک دهه اخیر را منتشر کرد. این رسانه با جای دادن نام فیلم «کپی برابر اصل» را در این فهرست، آن را آغازگر جسور برای سینمای دهه اخیر خواند.[۱۲]

## جوایز
- نامزد نخل طلایی جشنواره فیلم کن ۲۰۱۰
- برنده جایزه بهترین بازیگر نقش اول زن جشنواره فیلم کن ۲۰۱۰
- برنده جایزه سنبله طلایی پنجاه و پنجمین جشنواره فیلم وایادولید ۲۰۱۰
- برنده جایزه یورو سینما جشنواره بین‌المللی فیلم هاوایی ۲۰۱۰
- برنده جایزه بهترین فیلم خارجی زبان انجمن منتقدان فیلم دالاس‌فورت وورث ۲۰۱۱
- نامزد جایزه بهترین فیلم خارجی زبان جشنواره فیلم کن ۲۰۱۰
- برنده جایزه جوانان و نامزد نخل طلا جشنواره فیلم کن ۲۰۱۰
- نامزد هوگو طلایی بهترین کارگردانی جشنواره بین‌المللی فیلم شیکاگو ۲۰۱۰
- برنده جایزه ویژه هیئت داوران جشنواره بین‌المللی فیلم زردآلوی طلایی ایروان ۲۰۱۰
- نامزد جایزه بهترین فیلم خارجی زبان انجمن منتقدان واشینگتن دی سی ۲۰۱۱
- برنده جایزه بهترین فیلم خارجی زبان انجمن منتقدان فیلم سانفرانسیسکو ۲۰۱۱
- برنده جایزه بهترین فیلم سال، جوایز انجمن منتقدان فیلم آنلاین ۲۰۱۲
- نامزد جایزه بهترین فیلم، بهترین کارگردانی و بهترین فیلمنامه جامعه بین‌المللی سینه فیل ۲۰۱۲
- نامزد جایزه بهترین فیلم خارجی زبان فیلم اوفتا ۲۰۱۲
- برنده جایزه بهترین فیلم خارجی زبان انجمن منتقدان فیلم گرجستان ۲۰۱۲
- نامزد جایزه آفکا بهترین فیلم انجمن منتقدان فیلم استرالیا ۲۰۱۲
- نامزد جایزه بهترین فیلم خارجی زبان انجمن منتقدان فیلم اوهایو ۲۰۱۲

## کتاب
- فیلم به‌مثابه فلسفه: کپی برابر اصل، صالح نجفی (تألیف و ترجمه)، تهران، نشر لگا، ۱۳۹۷